# Centrale van Landsdienaren Organisaties
De Centrale van Landsdienaren Organisaties is een Surinaamse federatie van vakbonden die zich richt op ambtenaren en leraren. 
De Centrale van Landsdienaren Organisaties (CLO) werd in 1971 opgericht als overkoepelende organisatie van een aantal andere vakbonden die bij verschillende ministeries, overheidsdiensten of zelfs afdelingen daarvan bestonden. De CLO fuseerde deze bonden in federaties per sector of ministerie. In 1987 ging de CFO onder de noemder "Raad van Vakverenigingen Suriname" een samenwerkingsverband aan met een tweetal andere Surinaamse vakcentrales: C-47 en het Algemeen Verbond van Vakbewegingen in Suriname (de "moederbond").
De bonden die bij de CLO aangesloten zijn, hebben gezamenlijk ongeveer 12.000 leden.